# Lista de prefeitos de João Pessoa
Esta é a lista de prefeitos da cidade de João Pessoa, capital do estado brasileiro da Paraíba.
O cargo de prefeito no Brasil, foi criado em 11 de abril de 1835, pela assembleia provincial paulista, em reação aos amplos poderes conferidos pelo Código de Processo Criminal de 1832 às câmaras municipais. Seguiram o exemplo paulista seis províncias do nordeste brasileiro (Alagoas, Ceará, Maranhão, Paraíba, Pernambuco e Sergipe).
Sob a vigente ordem constitucional, essa designação é dada ao funcionário público do Poder Executivo municipal, que exerce seu cargo em função de uma legislatura (mandato), sendo para tanto eleito a cada quatro anos, podendo ser reeleito por mais 4 anos (segundo mandato).
Funções
O poder executivo municipal chefia a administração e comanda os serviços públicos, tendo como comandante o prefeito.
A partir da constituição brasileira de 1934, o cargo de prefeito passou a ser o único, em todo o Brasil, ao qual estão atribuídas as funções de chefe do poder executivo do governo local, em simetria aos chefes dos executivos da União e do estado, portanto, em forma monocrática. Este texto quer dizer que deverá haver harmonia e integração de ação entre as esferas envolvidas sem a intervenção de uma na outra, exceto nos casos previstos na Constituição Federal.
Eleições
O prefeito é eleito por sufrágio universal, secreto, direto, em pleito simultâneo em todo o País, realizado a cada quatro anos, no primeiro domingo de outubro.
E trinta dias após tem lugar o segundo turno, se o eleito em primeiro lugar não atingir 50% dos votos válidos mais um voto, no caso de municípios com mais de duzentos mil eleitores.
Conforme a legislação eleitoral atual no Brasil para tornar-se elegível, exige-se uma série de requisitos;
- Possuir nacionalidade brasileira ou portuguesa (neste caso, o cidadão português deve se encontrar amparado pelo Estatuto de Igualdade entre Portugueses e Brasileiros),
- Título de eleitor em dia e estar em gozo pleno do exercício dos direitos políticos,
- Domicilio eleitoral na circunscrição na qual o candidato se apresenta,
- Filiação partidária,
- Ser alfabetizado (tópico invalidado pela atual constituição brasileira de 1988),
- Desincompatibilização de cargo público — Se ocupa um cargo público deve sair seis meses antes das eleições e voltar caso possa só após seis meses ao pleito eleitoral,
- Renúncia de outro mandado até seis meses antes do pleito e não ser parente afim ou consangüíneo, até segundo grau, ou cônjuge de titular de cargo eletivo; pode, entretanto, ser candidato à reeleição (artigo 14 da Constituição),
- Ter idade mínima de 21 anos.

| Nº | Nome                                                                                    | Imagem                | Partido               | Início do mandato       | Fim do mandato          | Observações                                  |
| 1  | Jovino Limeira Dinoá (25.2.1838–Macapá, 30.8.1910)                                      |                       | PSN                   | 15 de março de 1895     | 30 de novembro de 1904  | Intendente nomeado pelo Presidente do Estado |
| 2  | Francisco Xavier Júnior (Pilar, 31.7.1853–Rio de Janeiro, 1.5.1935)                     |                       | PSN                   | 1° de dezembro de 1904  | 15 de dezembro de 1908  | Intendente nomeado pelo Presidente do Estado |
| 3  | Otacílio Albuquerque (21.2.1874–27.12.1954)                                             |                       | PRC                   | 16 de dezembro de 1908  | 22 de outubro de 1911   | Intendente nomeado pelo Presidente do Estado |
| 4  | José Bezerra Cavalcanti                                                                 |                       | PRC                   | 23 de outubro de 1912   | 25 de maio de 1916      | Intendente nomeado pelo Presidente do Estado |
| 5  | Demócrito de Almeida                                                                    |                       | PRC                   | 26 de maio de 1916      | 10 de outubro de 1916   | Intendente nomeado pelo Presidente do Estado |
| 6  | Antônio Pessoa Filho                                                                    |                       | PRC                   | 11 de outubro de 1916   | 31 de maio de 1917      | Intendente nomeado pelo Presidente do Estado |
| 7  | Diógenes Gonçalves Pena                                                                 |                       | PRC                   | 1° de junho de 1918     | 22 de outubro de 1920   | Intendente nomeado pelo Presidente do Estado |
| 8  | Walfredo Guedes Pereira (Bananeiras, 30.10.1882–João Pessoa, 29.3.1954)                 |                       | PDP                   | 23 de outubro de 1920   | 22 de outubro de 1924   | Intendente nomeado pelo Presidente do Estado |
| 9  | Trajano Pires da Nóbrega (Soledade, 7.3.1895–?)                                         |                       | PRC                   | 23 de outubro de 1924   | 7 de fevereiro de 1926  | Intendente nomeado pelo Presidente do Estado |
| 10 | João Maurício de Medeiros (Santa Luzia, 22.9.1893–Rio de Janeiro, 1958)                 |                       | PL                    | 8 de fevereiro de 1926  | 22 de outubro de 1928   | Intendente nomeado pelo Presidente do Estado |
| 11 | José D'Ávila Lins (Areia, 26.2.1894–João Pessoa, 27.1.1978)                             |                       | PDP                   | 23 de outubro de 1928   | 4 de outubro de 1930    | Intendente nomeado pelo Presidente do Estado |
| 12 | Joaquim Pessoa Cavalcanti de Albuquerque (Cabaceiras, 20.8.1889–João Pessoa, 28.2.1969) |                       | PDP                   | 5 de outubro de 1930    | 9 de fevereiro de 1931  | Interventor                                  |
| 13 | José de Borja Peregrino                                                                 |                       | PRP                   | 10 de fevereiro de 1931 | 31 de dezembro de 1934  | Interventor                                  |
| 14 | Walfredo Guedes Pereira                                                                 |                       | PDP                   | 1° de janeiro de 1935   | 4 de setembro de 1935   | Prefeito nomeado pelo Governador             |
| 15 | Antonio Pereira Diniz (Alagoa Nova, 22.2.1908–Rio de Janeiro, 2.11.1984)                |                       | PRL                   | 5 de setembro de 1935   | 15 de maio de 1936      | Prefeito nomeado pelo Governador             |
| 16 | Osvaldo Trigueiro (Alagoa Grande, 2.1.1905–Rio de Janeiro, 30.7.1989)                   |                       | PRL                   | 16 de junho de 1936     | 20 de janeiro de 1938   | Prefeito nomeado pelo Governador             |
| 17 | Fernando Nóbrega (João Pessoa, 20.8.1904–Rio de Janeiro, 9.11.1993)                     |                       | PP                    | 21 de janeiro de 1938   | 1° de junho de 1940     | Interventor                                  |
| 18 | Ernâni Sátiro (Patos, 11.9.1911–Brasília, 8.5.1986)                                     |                       | PP                    | 2 de julho de 1940      | 31 de julho de 1940     | Interventor                                  |
| 19 | Francisco Cícero de Melo Filho                                                          |                       | PP                    | 1° de agosto de 1940    | 22 de abril de 1945     | Interventor                                  |
| 20 | Osvaldo Pessoa Cavalcanti de Albuquerque                                                |                       | PP                    | 22 de abril de 1945     | 7 de novembro de 1945   | Prefeito nomeado pelo Governador             |
| 21 | Luís de Oliveira Lima                                                                   |                       | PTB                   | 7 de novembro de 1945   | 14 de fevereiro de 1946 | Prefeito nomeado pelo Governador             |
| 22 | Manuel Ribeiro de Morais                                                                |                       | PSD                   | 14 de fevereiro de 1946 | 30 de setembro de 1946  | Prefeito nomeado pelo Governador             |
| 23 | Abelardo Jurema (Itabaiana, 15.2.1914–João Pessoa, 9.2.1999)                            |                       | PSD                   | 1° de outubro de 1946   | 31 de março de 1947     | Prefeito nomeado pelo Governador             |
| 24 | José Targino                                                                            |                       | UDN                   | 1° de abril de 1947     | 7 de agosto de 1947     | Prefeito nomeado pelo Governador             |
| 25 | Severino Alves da Silveira                                                              |                       | UDN                   | 7 de agosto de 1947     | 14 de março de 1948     | Prefeito nomeado pelo Governador             |
| 26 | Osvaldo Pessoa Cavalcanti de Albuquerque                                                |                       | PSD                   | 14 de março de 1948     | 13 de novembro de 1951  | Prefeito eleito                              |
| 27 | Luís de Oliveira Lima                                                                   |                       | PTB                   | 13 de novembro de 1951  | 15 de novembro de 1955  | Prefeito eleito                              |
| 28 | Apolônio Sales de Miranda (Alagoa Grande, 14.7.1916–João Pessoa, 18.3.1963)             |                       | PSD                   | 15 de novembro de 1955  | 15 de novembro de 1959  | Prefeito eleito                              |
| 29 | Luís Gonzaga de Miranda Freire (Alagoa Grande, 26.11.1911–João Pessoa, 18.6.1994)       |                       | PSD                   | 15 de novembro de 1959  | 15 de novembro de 1963  | Prefeito eleito                              |
| 30 | Domingos Mendonça Neto                                                                  |                       | PSB                   | 15 de novembro de 1963  | 4 de abril de 1966      | Prefeito eleito                              |
| 31 | Damásio Barbosa de Franca                                                               |                       | ARENA                 | 4 de abril de 1966      | 8 de março de 1971      | Prefeito nomeado pelo Governador             |
| 32 | Dorgival Terceiro Neto (Taperoá, 12.9.1932–João Pessoa, 12.4.2013)                      |                       | ARENA                 | 8 de março de 1971      | 3 de julho de 1974      | Prefeito nomeado pelo Governador             |
| 33 | Luís Alberto Moreira Coutinho                                                           |                       | ARENA                 | 3 de julho de 1974      | 24 de março de 1975     | Prefeito nomeado pelo Governador             |
| 34 | Hermano Augusto de Almeida (João Pessoa, 12.1.1926–Natal, 5.12.2022)                    |                       | ARENA                 | 24 de março de 1975     | 26 de março de 1979     | Prefeito nomeado pelo Governador             |
| 35 | Damásio Barbosa da Franca                                                               |                       | PDS                   | 26 de março de 1979     | 15 de março de 1983     | Prefeito nomeado pelo Governador             |
| 36 | Osvaldo Trigueiro                                                                       |                       | PDS                   | 16 de março de 1983     | 31 de dezembro de 1985  | Prefeito nomeado pelo Governador             |
| 37 | Carneiro Arnaud (Pombal, 7.12.1933–)                                                    |                       | PMDB                  | 1º de janeiro de 1986   | 31 de dezembro de 1988  | Prefeito eleito                              |
| 38 | Wilson Braga (Conceição, 18.7.1931–João Pessoa, 17.5.2020)                              |                       | PFL                   | 1º de janeiro de 1989   | 2 de abril de 1990      | Prefeito eleito                              |
| 39 | Carlos Mangueira (Rio de Janeiro, 6.1.1942–)                                            |                       | PFL                   | 2 de abril de 1990      | 31 de dezembro de 1992  | Vice-prefeito eleito no cargo de prefeito    |
| 40 | Chico Franca (João Pessoa, 11.8.1953–)                                                  |                       | PDT                   | 1º de janeiro de 1993   | 31 de dezembro de 1996  | Prefeito eleito                              |
| 41 | Cícero Lucena (São José de Piranhas, 5.8.1957–)                                         |                       | PMDB                  | 1º de janeiro de 1997   | 31 de dezembro de 2000  | Prefeito eleito                              |
| 41 | Cícero Lucena (São José de Piranhas, 5.8.1957–)                                         | PSDB                  | 1º de janeiro de 2001 | 31 de dezembro de 2004  | Prefeito reeleito       |                                              |
| 42 | Ricardo Coutinho (João Pessoa, 18.11.1960–)                                             |                       | PSB                   | 1º de janeiro de 2005   | 31 de dezembro de 2008  | Prefeito eleito                              |
| 42 | Ricardo Coutinho (João Pessoa, 18.11.1960–)                                             | 1º de janeiro de 2009 | PSB                   | 31 de março de 2010     | Prefeito reeleito       |                                              |
| 43 | Luciano Agra (Campina Grande, 25.11.1952–João Pessoa, 10.12.2014)                       |                       | PSB                   | 31 de março de 2010     | 31 de dezembro de 2012  | Vice-prefeito eleito no cargo de prefeito    |
| 44 | Luciano Cartaxo (Sousa, 7.6.1964–)                                                      |                       | PT                    | 1º de janeiro de 2013   | 31 de dezembro de 2016  | Prefeito eleito                              |
| 44 | Luciano Cartaxo (Sousa, 7.6.1964–)                                                      | PSD                   | 1º de janeiro de 2017 | 31 de dezembro de 2020  | Prefeito reeleito       |                                              |
| 45 | Cícero Lucena (São José de Piranhas, 5.8.1957-)                                         |                       | PP                    | 1º de janeiro de 2021   | 31 de dezembro de 2024  | Prefeito eleito                              |
| 45 | Cícero Lucena (São José de Piranhas, 5.8.1957-)                                         | 1º de janeiro de 2025 | PP                    | Atual                   | Prefeito reeleito       |                                              |